# Pavšek
Pavšek je priimek več znanih Slovencev:
- Ana Pavšek, slikarka
- Igor Pavšek, arhitekt
- Josip Pavšek (1861 - 1907), igralec in operni pevec
- Lea Pavšek Pompe (1937 -), arhitektka
- Miha Pavšek (1965 -), geograf
- Zala Pavšek, arhitektka ("Hiškarija")